# Línia Tamarit
La Línia Tamarit va ser un conjunt d'instal·lacions militars defensives al llarg de tot el perímetre costaner de l'illa de Mallorca, feta construir pel general Franco entre 1940 i 1942. Estava formada principalment de nius d'ametralladora i complementava les fortificacions preexistents a l'illa. Atesa la neutralitat de l'Espanya franquista en la Segona Guerra Mundial, la línia no es va utilitzar mai i actualment aquestes construccions romanen abandonades.

## Història

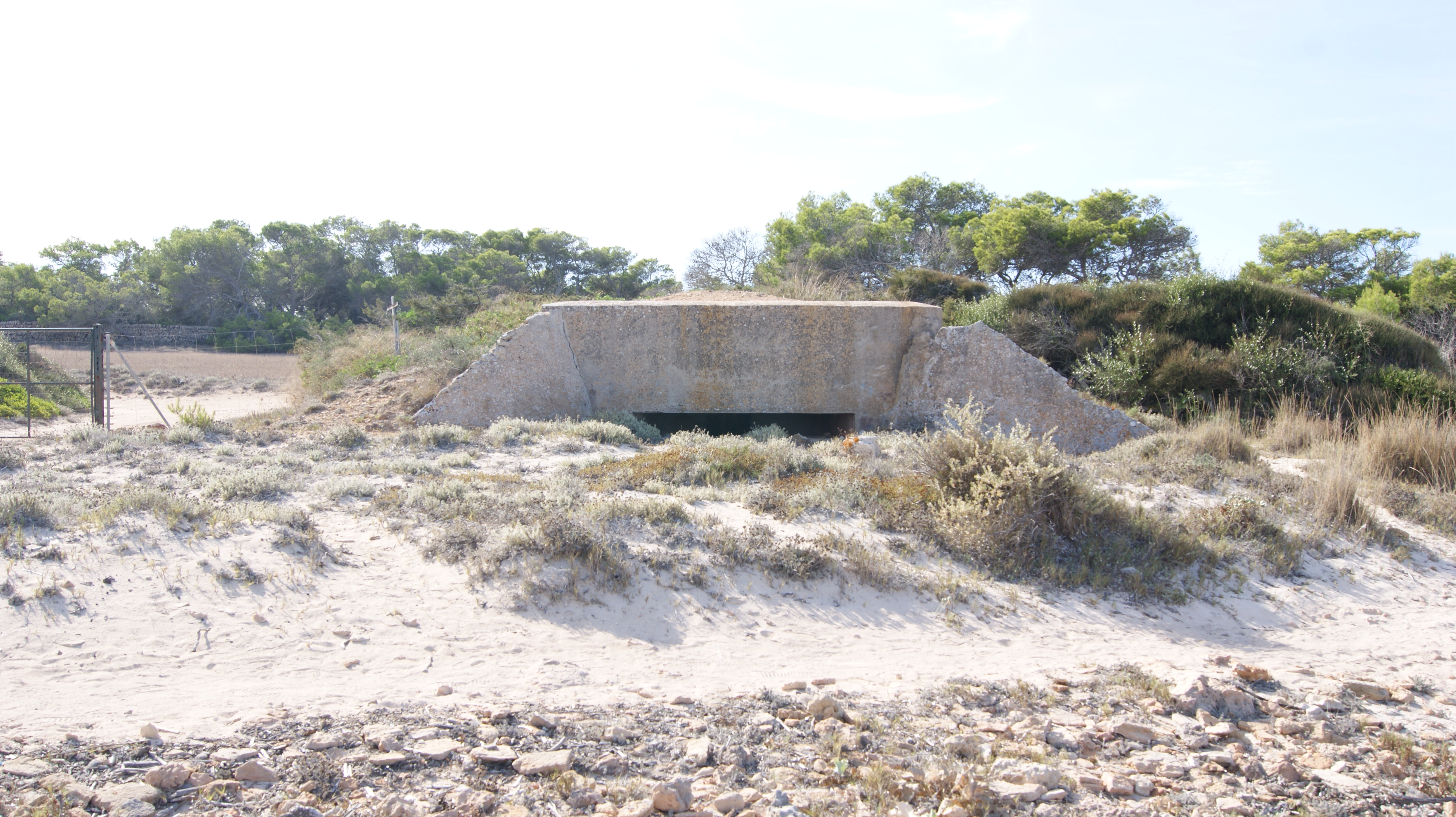
Niu de metralladora a Cala en Tugores

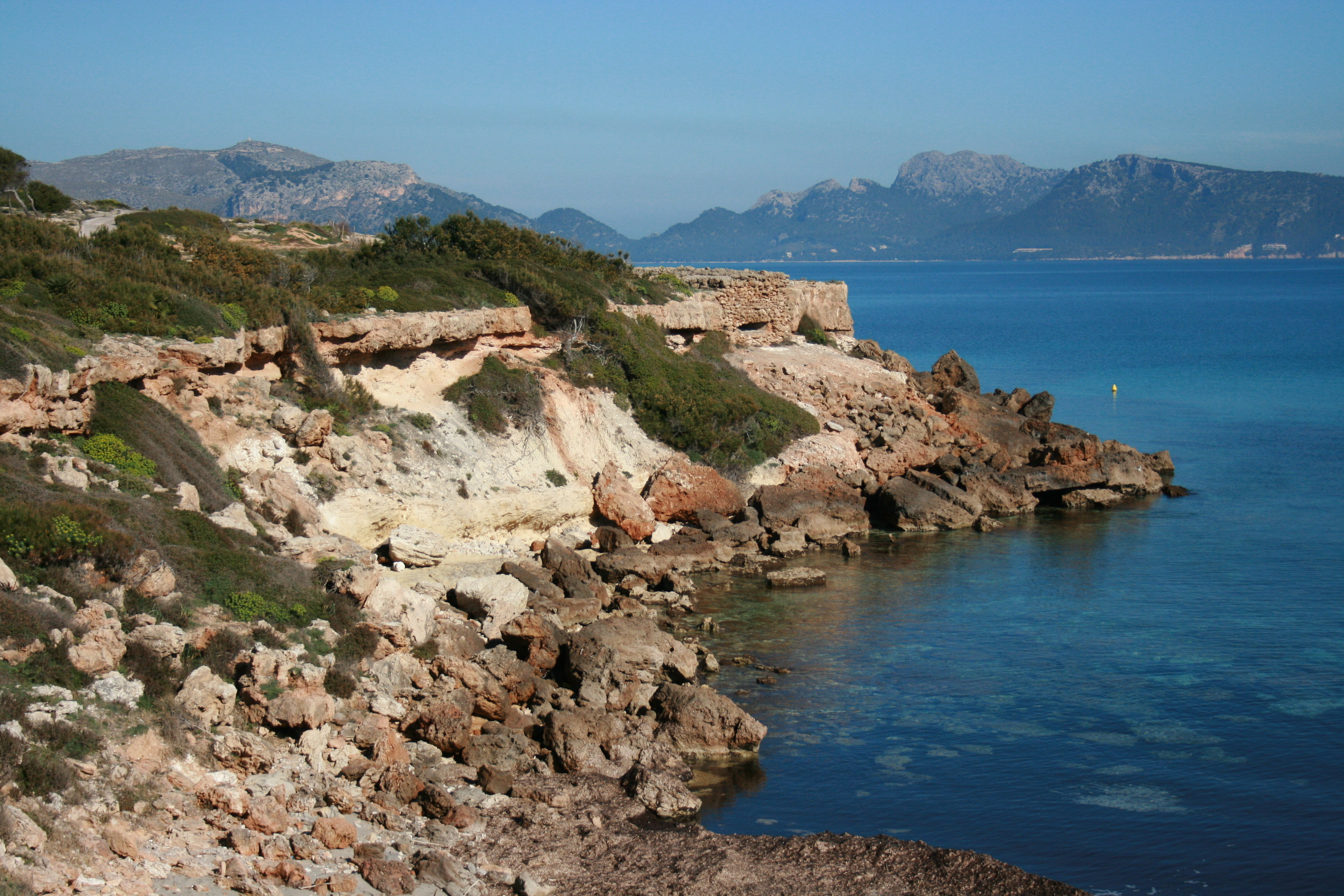
Niu de metralladora perfectament camuflat a la costa d'Alcúdia

Les primeres construccions d'aquest tipus a Mallorca es troben a la zona de la Punta de n'Amer i són immediatament posteriors al Desembarcament del Capità Bayo, que amenaçà la posició dels nacionals a l'illa. El desenvolupament de la Guerra Mundial, que seguí al final de la Guerra Civil Espanyola, provocà tensions i neguits en el govern franquista, que tenia por que els aliats volguessin utilitzar l'arxipèlag per atacar les Potències de l'Eix; per altra banda, és conegut l'interés que hi tenia Mussolini.
Amb l'objectiu, doncs, de defensar l'illa major d'un possible atac enemic, el general Franco ordenà la construcció d'una línia de defensa del litoral mallorquí, formada principalment per nius de metralladora o búnquers i complementària a les fortificacions preexistents (bases navals, fortins i bateries antiaèries). L'objectiu era que, en cas de desembarcament, el combat fos a màxima intensitat a vorera de mar i sense retrocés interior; en cas de fallida, combatre en guerrilles per l'interior. L'encarregat de planificar aquesta línia fou el general Ricardo Fernández de Tamarit, general honorífic i inspector de les fortificacions i obres de les Balears i conegut pel paper en la repressió dels mallorquins republicans durant la Guerra. Se'n projectaren més de 200, però no es construïren tots i se n'han pogut documentar més de 160.
La construcció durà de 1940 a 1942, i la mà d'obra utilitzada fou principalment la dels presos reclosos en els camps de concentració franquistes. Malgrat la inversió per la seva construcció, finalment no es varen fer servir mai. Amb el final de la guerra, el 1950 no tenien pus guarnició, però es conservaven per una possible eventualitat; per causa del pacte entre l'Espanya franquista i el president americà Eisenhower el 1959, s'acceptà la seva demolició o cessió els anys seixanta i caigueren en desús, i actualment romanen abandonades.
Han estudiat aquestes construccions els investigadors Pep Pons, Maria Eugènia Jaume i Joan Bernat Albertí.

## Característiques

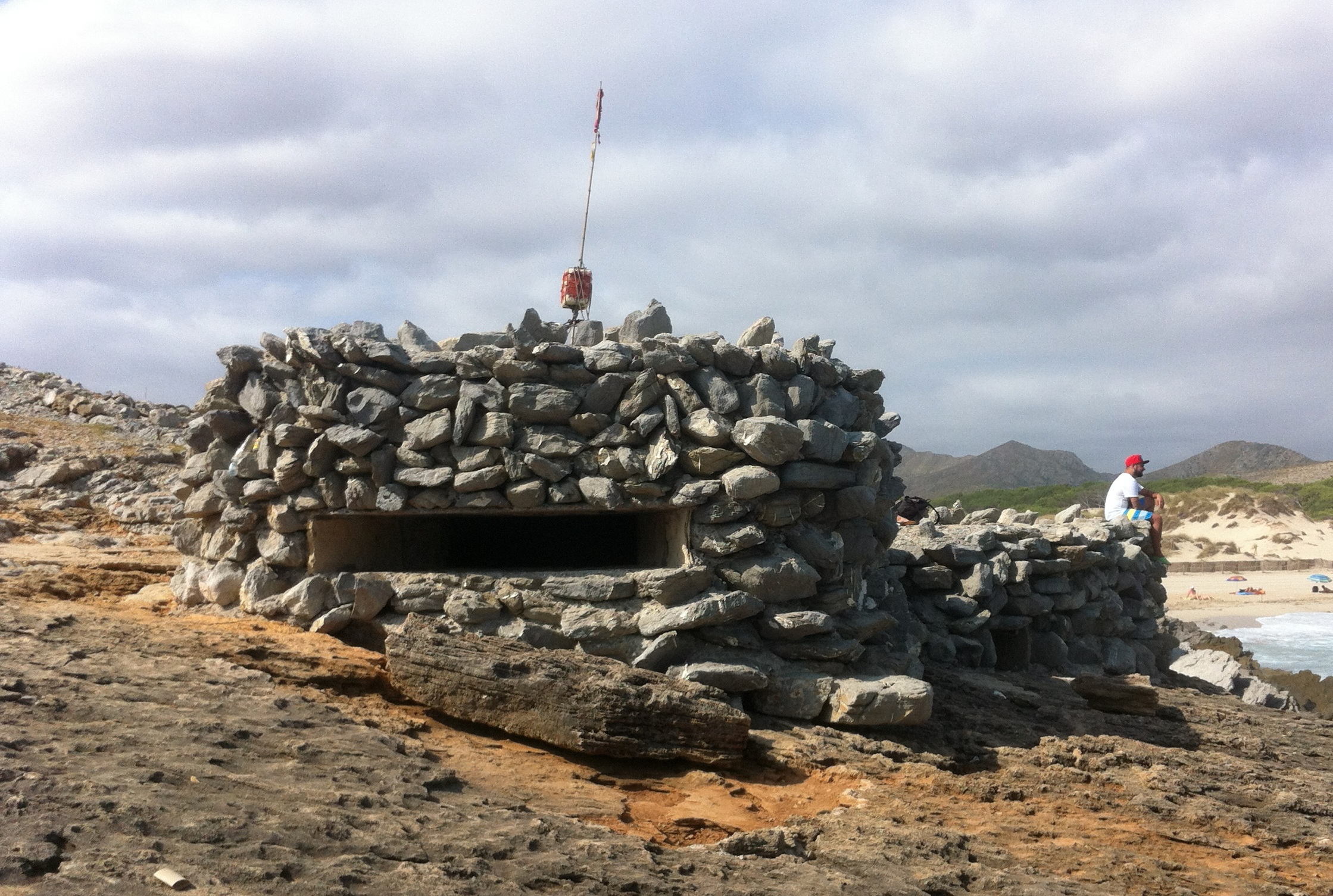
Niu de metralladora folrat de pedres a Cala Mesquida

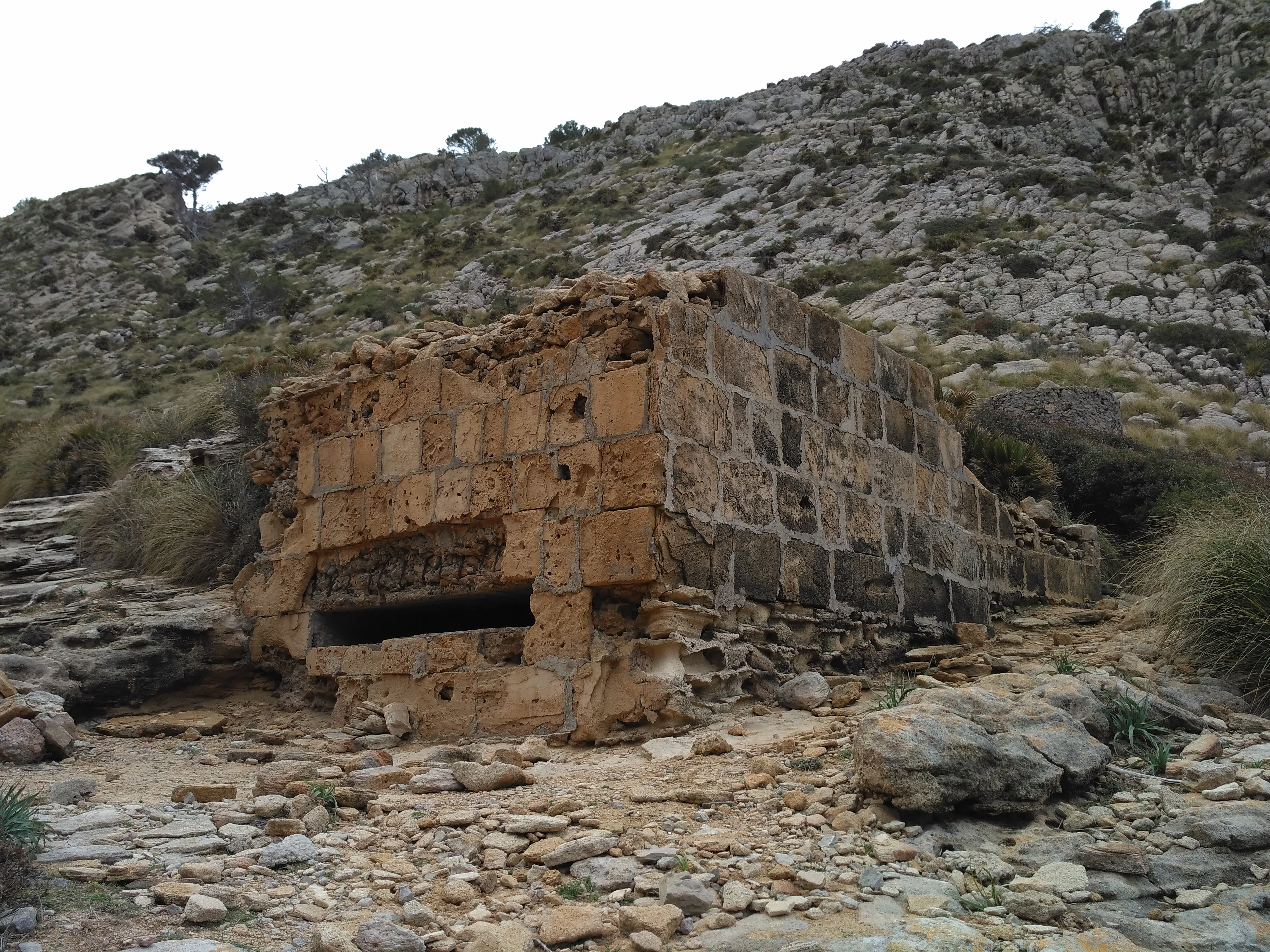
Niu de metralladora que imita una barraca de pescadors

La fortificació consistí en la construcció de més de 150 nius de metralladora, popularment coneguts com a búnquers, a més de trenta bateries de costa i desenes de búnquers pròpiament dits, en els punts de la costa que es consideraven més bons per un possible desembarcament enemic. Això comportà que no n'hi haja cap a la Serra de Tramuntana, on el litoral és molt escarpat i l'únic port apte, el Port de Sóller, estava ben protegit per la base naval inaugurada el 1937. De la mateixa manera, la badia de Palma també estava ben protegida per nombroses fortificacions preexistents i tampoc no es reforçà. On són més abundants és a la costa del llevant mallorquí de Santanyí a la Coma, al litoral de Campos i les Salines i al llarg de les badies d'Alcúdia i Pollença.
Les construccions es troben camuflades en l'orografia del terreny, tot imitant accidents naturals, a vegades recobertes de pedres i d'altres imitant construccions de pescadors, com ara barraques o escars. La major part contenen, en soterrani, un espai per dormir, a més de l'habitació pel tir, i un fumeral. Actualment es troben abandonades i en zona de domini públic.
Els vint-i-vuit punts d'enfilació situats en catorze parelles al llarg de la badia d'Alcúdia, contràriament a la creença popular, no fan part de la Línia Tamarit. També construïts els anys quaranta, servien com a pràctiques de tir pels submarins.